# Nokomis (Saskatchewan)
Pour les articles homonymes, voir Nokomis (homonymie).
Nokomis est une ville de la Saskatchewan, au Canada. Elle est établie en 1904 et devient une ville officiellement en 1908. Il s'agit de la ville de naissance du joueur de hockey sur glace Elmer Lach champion de la Coupe Stanley avec les Canadiens de Montréal de la Ligue nationale de hockey en 1944, 1946 et 1953.

## Démographie
| 2001 | 2006 | 2011 | 2016 |
| ---- | ---- | ---- | ---- |
| 436  | 404  | 397  | 404  |